# Novi (moteur)
Pour les articles homonymes, voir Novi.

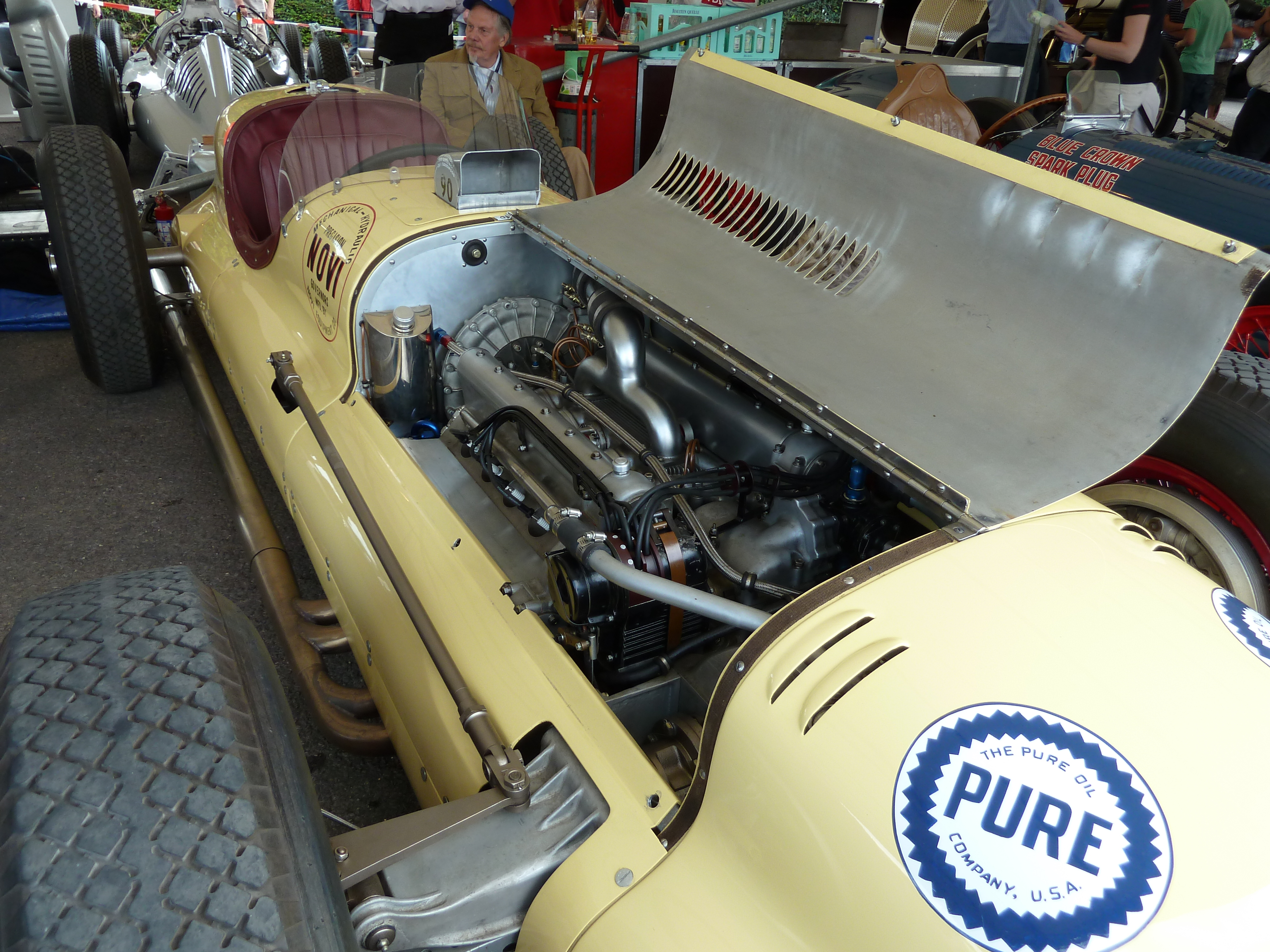
Moteur de course Novi visible dans une indycar Kurtis Kraft Novi "Governor Special", lors du Goodwood Festival of Speed - 2011.

Le moteur Novi est un moteur de course conçu au début des années 1940 par Bud Winfield et Leo Goossen. Ce V8 de 2 954 cm3 comportait deux arbres à cames en tête (un par rangée de cylindres) et était suralimenté par un compresseur mécanique. Il fut utilisé pour la première fois en course en 1941, développant alors 450 chevaux à 8000 tr/min, et participa aux 500 miles d'Indianapolis sur une Miller pilotée par Ralph Hepburn.
Après la Seconde Guerre mondiale, le moteur fut doté de quatre arbres à cames en tête, la puissance étant portée à 510 chevaux. Monté dans une Kurtis Kraft à traction en 1946, il brilla aux 500 miles d'Indianapolis aux mains d'Hepburn, qui établit le meilleur temps en course et mena durant 44 tours avant de connaître des ennuis mécaniques. Les V8 Novi furent par la suite utilisés par des pilotes comme Chet Miller, Duke Nalon et Paul Russo, jusqu'au début des années 1960, sans succès. L'homme d'affaires Andy Granatelli racheta alors les droits d'exploitation de ce moteur, qui fut utilisé en course jusqu'en 1966 sans connaître la victoire.